# Дзівігуж
Дзівігуж (пол. Dziwigórz, нім. Diesdorf) — село в Польщі, у гміні Уданін Сьредського повіту Нижньосілезького воєводства.
Населення — 64 особи (2011).
У 1975-1998 роках село належало до Легницького воєводства.

## Демографія
Демографічна структура станом на 31 березня 2011 року:
|          | Загалом | Допрацездатний вік | Працездатний вік | Постпрацездатний вік |
| -------- | ------- | ------------------ | ---------------- | -------------------- |
| Чоловіки | 29      | 2                  | 21               | 6                    |
| Жінки    | 35      | 9                  | 16               | 10                   |
| Разом    | 64      | 11                 | 37               | 16                   |